# Catagramma kayei
Catagramma kayei är en fjärilsart som beskrevs av Hall 1917. Catagramma kayei ingår i släktet Catagramma och familjen praktfjärilar. Inga underarter finns listade i Catalogue of Life.